# Ruppert-Küste
Koordinaten: 76° S, 141° W
Die Ruppert-Küste ist ein Küstenabschnitt des westantarktischen Marie-Byrd-Lands, der zwischen dem Brennan Point und Kap Burks liegt. 
Der US-amerikanische Polarforscher Richard Evelyn Byrd benannte die Küste nach dem Unternehmer Jacob Ruppert (1867–1939), damals Besitzer der Baseballmannschaft der New York Yankees und Unterstützer seiner zweiten Antarktisexpedition (1933–1935), bei der Byrd diesen Küstenabschnitt überflog. Der United States Geological Survey kartierte die Küste anhand eigener Messungen und Luftaufnahmen der United States Navy zwischen 1959 und 1965.